# Eisentartrat
Eisentartrat (auch Eisen-meso-Tartrat) ist ein Lebensmittelzusatzstoff, der in der Europäischen Union als E 534 zugelassen ist. Er wird bei der Herstellung von Kochsalz verwendet.

## Herstellung
Bei diesem Lebensmittelzusatzstoff handelt es sich um ein Komplexierungsprodukt von Natriumtartrat und Eisen(III)-chlorid. Das Eisentartrat wird durch die Isomerisation von L-Tartrat mit anschließender Zugabe von Eisen-III-Chlorid synthetisiert.

## Beschreibung
Die dunkelgrüne Lösung ist sehr gut in Wasser löslich. Der Massenanteil des Komplexierungsprodukts umfasst circa 35 %. Diese Lösung besitzt einen pH-Wert von 3,5 bis 3,9. Es können sowohl das Tartrat als auch das Eisen nachgewiesen werden.
Eisentartrat kann als Alternative für andere Lebensmittelzusatzstoffe wie den Ferrocynaniden (E 535 – E 538) und Siliciumdioxid-Silikaten (E 551 – E 553) verwendet werden. Die CAS-Nummer dieses Lebensmittelzusatzstoffs lautet 1280193-05-6.

## Verwendung
Das Eisentartrat dient als Trennmittel oder Rieselhilfe in Kochsalz und dessen Substituenten. Es ist notwendig, um die Fließeigenschaften zu verbessern und die Bildung von harten Klumpen in Anwesenheit von Feuchtigkeit und während der Lagerung zu verhindern.
Der Lebensmittelzusatzstoff muss auf der Zutatenliste deklariert werden.

## Rechtliche Situation
In der Europäischen Union sind die Lebensmittelzusatzstoffe gemäß dem Anhang II der Verordnung (EG) Nr. 1333/2008 (Stand August 2021) sowie in der Schweiz, gemäß der Zusatzstoffverordnung (ZuV) (Stand: Juli 2020) aufgelistet. Das Eisentartrat ist weiterhin als Lebensmittelzusatzstoff zugelassen. Es besteht eine Höchstmengenbeschränkung von 110 Milligramm Zusatzstoff pro Kilogramm Kochsalz.

## Gesundheitliche Risiken
Dieser Zusatzstoff wurde als gesundheitlich unbedenklich eingestuft. Es wurde kein Wert für die erlaubte Tagesdosis festgelegt.